# María Amelia Torres
María Amelia Torres (Tandil, 27 de enero de 1934 - La Plata, 28 de febrero de 2011) fue una botánica, agrostóloga, curadora y profesora argentina. Fue autoridad de la familia de las poáceas, con énfasis en los géneros Nassella, Nicoraella, Stipa.

## Biografía
María Amelia Torres nació en la ciudad de Tandil el 27 de enero de 1934, donde vivió la mayor parte de su infancia. Asistió a la Escuela Normal "General San Martín" de la misma ciudad donde se recibió en 1953 de bachiller.
En 1954, empezó a estudiar en la Facultad de Humanidades y Ciencias de la Educación (UNLP), de la Universidad Nacional de La Plata, donde se recibió de profesora de biología. En 1958 ingresó a la Facultad de Ciencias Naturales y Museo de la misma universidad. Allí se graduó en la licenciatura de Botánica en 1966. En 1976, se tituló de doctora en Ciencias Naturales en la misma universidad con la tesis titulada "Estudio sistemático, anatómico y fitogeográfico de las especies argentinas del género Melica (Gramineae)".
Realizó sus actividades académicas como investigadora del CONICET tanto en el Museo Argentino de Ciencias Naturales Bernardino Rivadavia, en la ciudad de Buenos Aires, como en el Museo de La Plata. Fue docente desde el año 1958 hasta 1976 en las cátedras de Botánica Sistemática II y de Fitogeografía y Ecología Vegetal, en la Facultad de Ciencias Naturales y Museo. Entre 1966 y 1967 también enseñó en las cátedra de Genética y Mejoramiento Animal y Vegetal de la Facultad de Ciencias Agrarias y Forestales de la Universidad Nacional de La Plata.  En 1986 fue designada Curadora en el Herbario de la División Plantas Vasculares del Museo de La Plata. Fue Miembro de la Sociedad Argentina de Botánica.
En 2009 publicó un libro infantil "El espejo y otros cuentos" en la editorial entrecomillas.
Falleció a los 77 años, el 28 de febrero de 2011.

## Honores
El género Amelichloa fue nombrado en su honor.

## Abreviatura (botánica)
- La abreviatura «Torres» se emplea para indicar a María Amelia Torres como autoridad en la descripción y clasificación científica de los vegetales.[6]

## Publicaciones destacadas

### Tesis doctoral
- Torres, M. A. (1976). Estudio sistemático, anatómico y fitogeográfico de las especies argentinas del género Melica (Doctoral dissertation, Universidad Nacional de La Plata).[7]

### Artículos en revistas
- Jacobs, S., Bayer, R., Everett, J., Arriaga, M., Barkworth, M., Sabin-Badereau, A., ... & Bagnall, N. (2007). Systematics of the tribe Stipeae (Gramineae) using molecular data. Aliso: A Journal of Systematic and Evolutionary Botany, 23(1), 349-361.[8]

- Jacobs, S. W. L., Everett, J., & Torres, M. A. (1998). Nassella tenuissima (Gramineae) recorded from Australia, a potential new weed related to Serrated Tussock. Telopea, 8(1), 41-46.[9]

- Torres, M. A. (1997). Nassella (Gramineae) del noroeste de la Argentina, Stipa (Gramineae) del noroeste de la Argentina, Nicoraella (Gramineae) un nuevo género para América del Sur. Ministerio de la producción y el empleo provencia de buenos aires, comisión de investigaciones científicas.. 1997. Nassella (Gramineae) del noroeste de la Argentina. Monogr. Comis. Invest. Ci. Prov. Bs. As. 13: 5–45
- Torres, M. A. (1968). Una nueva especie del género Melica. Boletín de la Sociedad Argentina de Botánica, 12, 202-205.[10]

### Libros
- maría amelia Torres, mirta o. Arriaga, Maria D. Montero. 2006. Catálogo de tipos de Poaceae del Herbario del Museo de La Plata (LP). N.º 3 de Contribuciones del MACN. Ed. Museo Argentino de Ciencias Naturales "Bernardino Rivadavia", 87 pp.

- maría amelia Torres, mirta o. Arriaga, Maria D. Montero. 1980. Revisión de las especies Argentinas del género Melica L. (Gramineae). Opera lilloana 29, 0078-5245 115 pp.

- maría amelia Torres, mirta o. Arriaga, Maria D. Montero. 1970. Géneros: Leersia Sw., Cynosurus L., Briza L., Puccinellia Parl., Poa L., Gaudinia Beauv., Aira L., Amphibromus Nees, Piptochaetium J.Presl, Melica L., Sporobolus R.Br., Pennisetum Rich., Echinochloa Beauv. En: CABRERA, A. L. (ed.) Fl. Prov. Buenos Aires: Gramíneas, Colecc. Científica INTA 4 (2): 1-624